# Soho Manufactory

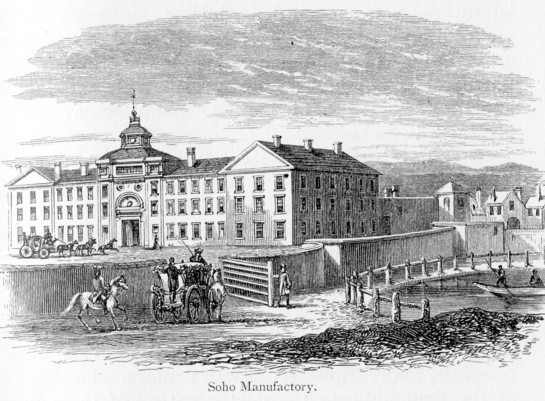
Soho Manufactory in einer zeitgenössischen Ansicht: das Torhaus

Die Soho Manufactory war eine der ersten modernen Fabriken, die in Handsworth (heute ein Stadtteil von Birmingham) zwischen 1762 und 1765 vom Unternehmer Matthew Boulton und seinem Partner John Fothergill errichtet wurde und bis 1842 bestand. Die Manufaktur wurde zum einen berühmt, weil in ihr erstmals konsequent Maschinen zur Massenproduktion von Waren eingesetzt wurden, zum anderen, weil sie zugleich ein Vorbild für soziale Arbeitsbedingungen wurde: Boulton baute seinen Arbeitern Wohnhäuser auf dem Gelände, gestaltete die Werkstätten sauber, hell und luftig, verhinderte Kinderarbeit (nach damaligen Maßstäben) und führte eine Sozialversicherung nach dem Solidaritätsprinzip ein.

## Geschichte der Manufaktur
Boulton besaß vor der Errichtung der Soho Manufactory bereits eine Fabrikation für kunsthandwerkliche Schmuckstücke; besonders für Knöpfe, Gürtelschnallen, Schnupftabakdosen und Ähnliches. Sie war organisiert wie die meisten Fabrikationen ihrer Zeit: die einzelnen Arbeitsschritte wurden in Werkstätten ausgeführt, die in den Wohnhäusern der Handwerker untergebracht waren. Die Werkstücke wurden für den nächsten Arbeitsschritt zur nächsten Heimwerkstätte transportiert; da die Werkstücke oft aus Silber oder anderen wertvollen Materialien bestanden, mussten dafür gesonderte Wachen den Transport durch die Stadt begleiten. Dies führte zu hohem Zeit- und Kostenaufwand in der Produktion. Da der Konkurrenzdruck in Birmingham damals sehr hoch war, versuchte Boulton die Kosten zu senken, indem er eine Produktionsstätte plante, bei der alle Produktionsschritte auf einem einzigen Gelände untergebracht waren. Diese Idee übernahm er von seinem Konkurrenten John Taylor, der bereits 1759 eine Produktionsstätte in Birmingham auf diese Weise organisiert hatte.

### Gründung
Für die Umstellung seiner Produktionsweise benötigte Boulton ein passendes Gelände, das er 1761 in einem nördlichen Vorort von Birmingham, dem Dorf Handsworth, fand. Hier stand auf einem Hanggrundstück eine Wassermühle an einem Stauteich. Zu der Wassermühle gehörte ein Grundstück von rund vier Hektar Grundfläche mit einigen Bauten darauf sowie die Wasserrechte, die den Mühlenbetrieb sicherten. Für 1.000 £ erwarb Boulton den 99 Jahre laufenden Pachtvertrag der ursprünglichen Pächter sowie alle Gebäude auf dem Grundstück am Hockley Brook, die er umgehend abreißen ließ. Stattdessen erschloss er auf seinem Grundstück eine Tongrube, errichtete eine Ziegelbrennerei und erbaute aus den Ziegeln seine neuen Werkstätten, Wohnhäuser für Arbeiter und eine neue Wassermühle.
Im Verlauf des Jahres 1761 zeigten sich sowohl der Bedarf an zusätzlichem Kapital als auch die Notwendigkeit, einen Bauleiter vor Ort zu haben. Dafür wurde der Unternehmer John Fothergill als Partner angeworben; Fothergill brachte 5.394 £ und 16 Shilling in Bargeld in die Partnerschaft ein, Boultons Anteil an der Firma betrug 6.206 £, 17 Shilling und 9 Pence in Form von Bargeld, Materialien, Grundstück und Gebäuden. Fothergill bezog im bereits fertiggestellten Herrenhaus des Geländes, dem heute noch bestehenden Soho House, sein Quartier und beaufsichtigte die Bauarbeiten, während Boulton an seinem bisherigen Produktionsstandort Snow Hill blieb und dort das laufende Geschäft weiter führte.
Zwischen 1762 und 1764 entstand ein Großteil der Werkstätten, Arbeiterwohnhäuser und Maschinenhallen auf dem Gelände. Alle Gebäude waren hell und gut belüftet; später ließ Boulton regelmäßig für saubere Werkräume und frisch getünchte Gebäude sorgen. Sein Ziel war es, eine gesunde und möglichst angenehme Arbeitsatmosphäre zu schaffen. Er folgte damit bewusst den Rousseauschen Vorstellungen von einem menschenwürdigen Dasein und stellte seine Manufaktur auch in der Öffentlichkeit entsprechend dar. Dies führte zu einer großen öffentlichen Aufmerksamkeit und hochrangigen Besuchern, die sich von der Arbeitsweise in der Fabrik überzeugen wollten. Diese Publizität erleichterte wiederum die Geschäfte Boultons, besonders die Exporte.
Das zentrale Haupthaus, das zum Symbol der Manufaktur wurde, entstand erst 1764. Es handelte sich um einen dreistöckigen Bau mit einer zentralen, zweistöckigen Durchfahrt in einen Innenhof sowie einem achteckigen Uhrenturm. Die Fassadengestaltung lehnte sich an klassizistische Vorlagen von Andrea Palladio an. In den unteren beiden Stockwerken wurden Maschinenhallen, Werkstätten und Ateliers eingerichtet, die oberste Etage war mit Wohnungen für leitende Angestellte ausgestattet. Zwei niedrigere Flügelbauten, die den Innenhof umschlossen, beherbergten ebenfalls Werkstätten. In den Werkstätten des Zentralbaus wurden eine Vielzahl von Maschinen errichtet, die den Arbeitern schwere Arbeiten möglichst weitgehend abnahmen und zugleich eine gleichbleibend hohe Qualität der Produkte sicherstellen sollten. Die Anordnung von Werkstätten und Maschinen erlaubte erstmals eine Art von Produktionsstraße, wie sie heute in Fabriken gang und gäbe sind. Die Kosten für das Haupthaus stiegen von ursprünglich 2.000 £ in der Planungsphase – schon dies eine ungewöhnlich hohe Summe für ein damaliges Fabrikgebäude – auf 10.000 £ bei der Fertigstellung. Diese Gelder wurden durch einen Großkredit des Londoner Verlegers Jacob Tonson aufgebracht.
Als die Manufaktur 1765 eröffnet wurde, lebten dort nach Fothergills Angaben 400 Arbeiter und deren Familien, während laut Boulton 700 Arbeiter beschäftigt waren. Boultons Angaben sind in diesem Punkt etwas weniger glaubwürdig als Fothergills Zahlen, weil er hohen Wert auf ein gutes Bild in der Öffentlichkeit legte; vermutlich übertrieb er die wahren Zahlen.

### Produktion und Erweiterungen
Zunächst wurde in der Soho Manufactory das von Snow Hill bereits bekannte Sortiment an Kleinschmuck – Knöpfe, Dosen, Schwertknaufe etc. – produziert. Die Prinzipien der Steigerung der Qualität durch den Einsatz von Maschinen und der Kostensenkung durch Massenproduktion bewährten sich rasch. Durch die zusätzlichen Möglichkeiten der Anlage konnte Boulton sein Sortiment stark erweitern: neben der Entwicklung und Verwendung von Versilberungen (Sheffield plate) wurden auch modische Reproduktionen von antiken Vasen und in den eigenen Ateliers entworfene Medaillons aus verschiedenen Materialien hergestellt. Zu den modisch verwendeten Materialien gehörten schwarze (blue John, ormolu und black basalt) Erden, die für die Nachempfindungen klassizistischer Vasen besonders gut geeignet waren. Sein schärfster – und wesentlich erfolgreicherer – Konkurrent auf diesem Gebiet wurde Boultons Freund Josiah Wedgwood, der 1769 eine eigene Fabrikstadt namens Etruria für seine Keramiken eröffnete. Wedgwood und Boulton arbeiteten aber zusammen, indem Wedgwood kleinere Stücke aus Etruria nach Soho sandte, um sie dort in Metall produzieren zu lassen. Auch feinmechanische Werke wie die Reihe philosophical clocks – Uhren, die Sternzeiten und Planetenstände anzeigten, Entwicklungen des Uhrmachers John Whitehurst – wurden in Soho produziert.
Ab 1767 stellte Boulton Überlegungen an, die Manufaktur mit Dampfmaschinen auszustatten, die das wasswerkraftgetriebene Walzwerk ergänzen und weitere schwere Arbeiten mechanisieren sollten. Zunächst lehnte Boulton aber die einzig wirtschaftlichen Hochdruck-Dampfmaschinen ab, weil sie durch die damals verwendeten Materialien und Verbindungsarten sehr unsicher waren und gelegentlich explodierten. Erst als Boulton die Konstruktion einer Niederdruck-Maschine von James Watt kennenlernte, trat er dem Gedanken näher. Aus rechtlichen Gründen wurde aber erst 1772 mit konkreten Umsetzungen begonnen.
Der Kleingeldmangel im frühindustriellen Großbritannien und der Fortschritt bei der Konstruktion der Dampfmaschinen veranlassten Boulton zunächst zur Entwicklung von Prägemaschinen, dann zur Gründung der ersten maschinell betriebenen Münze, der Soho Mint, die er 1778 auf dem Gelände der Soho Manufactory errichtete. Sie wurde rasch sehr erfolgreich, weil sie in kurzer Zeit auch große Mengen nahezu fälschungssicherer Münzen in gleichbleibender Qualität produzieren konnte. Besonderes Kennzeichen war dabei der geringe Anteil von Produktionskosten an den Münzen durch die konsequente Verwendung von Maschinen und automatisierten Abläufen, der die Massenherstellung niedrigwertiger Münzen erst möglich machte. Die Soho Mint stellt damit ein Paradebeispiel für die Anwendung von Maschinen zur Massenproduktion von Gütern während der frühen industriellen Revolution dar.
Als 1795 das Geld für eine eigene Dampfmaschinenfabrikation vorhanden war, zeigte sich, dass der Platz auf dem Gelände der Soho Manufactory nicht für eine zusätzliche Gießerei ausreichte. So wurde etwa einen Kilometer weiter westlich, an der Stadtgrenze zu Smethwick, ein weiteres Gelände erstanden und dort die Soho Foundry errichtet, in der die Firma Boulton & Watt erfolgreich eine eigene Dampfmaschinenproduktion aufbaute.

### Boultons Nachfolger und das Ende der Soho Manufactory
Nach dem Ausscheiden Fothergills (1781) und dem Rückzug Boultons ins Privatleben im Jahr 1800 ging die Firma an die Söhne von Matthew Boulton und James Watt über. Sie reduzierten die Sozialleistungen der Firma, die stets am Rande der Rentabilität gearbeitet hatte, zunächst sehr stark und schafften sie später völlig ab. Auch die Besucherführungen, die Boulton eingerichtet hatte und die die Popularität der Produkte erhöhten, wurden eingestellt. Wesentliche Neuerungen wurden nicht mehr eingeführt. Nach dem Tod der beiden Söhne wurde die Soho Manufactory 1842 geschlossen.
Zwischen 1848 und 1863 erfolgte der Abriss der Gebäude der Manufaktur mit Ausnahme des Soho House, das heute als Museum dient. Das Gelände wurde mit Wohnhäusern und Werkhallen neu bebaut. Dreitägige Ausgrabungen im Rahmen einer Fernsehserie über Archäologie, die im April 1996 stattfanden, förderten Fundamente zutage, die die Rekonstruktion einiger Gebäude ermöglichten.

## Auswirkungen auf Gesellschaft und Fabrikation
Die Soho Manufactory gilt als erste konsequente und erfolgreiche Umsetzung der Prinzipien der Massenproduktion: Mechanisierung der Arbeitsgänge, Arbeitsstraßen und Konzentration der Arbeitsschritte auf ein dafür eingerichtetes Betriebsgelände lösten die bis dahin üblichen Heimwerkstätten, in denen ganze Familien einzelne Produktionsschritte in Handarbeit umsetzten, ab. Durch die örtliche Konzentration der Arbeit konnten Maschinen einerseits schwere Arbeiten übernehmen und andrerseits in hoher Präzision einzelne Arbeitsschritte wiederholen. Dadurch sanken die Produktionskosten und stieg zugleich die Qualität der Waren.
Boultons Führungen durch die Werkhallen, die er auch hochrangigen Politikern und Gelehrten der ganzen Welt vorführte (so zum Beispiel Benjamin Franklin 1771, Georg Christoph Lichtenberg 1775 und Lord Nelson 1801) verbreiteten das Wissen um die Arbeitsorganisation rasch in allen aufstrebenden Industrienationen und wurden dort umgehend nachgeahmt.
Die sozialen Errungenschaften, die in der Manufaktur verwirklicht worden waren – menschliche Arbeitsbedingungen, keine Kinderarbeit, eine Sozialversicherung auf Gegenseitigkeit – setzten sich dagegen nicht durch. Sie wurden bereits durch die Nachfolger des Firmengründers wieder eingestellt und erst ab etwa 1850 in den Industrienationen langsam eingeführt.